# Куйбышевское (Северо-Казахстанская область)
Куйбышевское (каз. Куйбышевское) — упразднённое село в Северо-Казахстанской области Казахстана. В 2018 г. включено в состав города Петропавловска.

## География
Находится в подчинении городской администрации Петропавловска, расположено у южной границы города. Рядом с селом проходит автодорога А1 (Явленское шоссе). Код КАТО — 591000300.
Западнее села находится озеро Пёстрое, юго-восточнее — озеро Поганое.

## Население
В 1999 году население села составляло 218 человек (112 мужчин и 106 женщин). По данным переписи 2009 года, в селе проживало 239 человек (118 мужчин и 121 женщина).